# Snykrode
Snykrode oder Snikrode ist der Name einer abgegangenen mittelalterlichen Turmhügelburg (Motte) nahe Haffkrug in der Gemeinde Scharbeutz im Kreis Ostholstein in Schleswig-Holstein.
Bei der Burg handelte es sich um eine von einem Wassergraben geschützte Motte.
Noch sichtbar von der ehemaligen Burganlage ist der Rest des Burghügels/Turmhügels – eine stark bewachsene runde Erhebung von ca. 33 Metern Durchmesser mit einer Höhe von ca. drei Metern, der von einem sieben Meter breiten verlandeten Graben umgeben ist.
Der Rest des Burghügels liegt als leichte Anhöhe am Rande der Haffwiesen ca. 400 Meter östlich der Straße zwischen der Siedlung Gronenberger Hof und Scharbeutz.
Der Rest des Burghügels/Turmhügels steht als Bodendenkmal unter Denkmalschutz.

## Geschichte
- Die Burg wurde nach Eroberung 1357 erstmals urkundlich als Wohnsitz derer von Buchwald (Timmo, Heinrich & Marquard) erwähnt.
- Im Jahr 1364 wurde die Burg (zusammen mit zahlreichen anderen Burgen in der Region) von den Lübeckern als Raubrittersitz zerstört.
- Bis zum Jahre 1368 war die Burg bzw. der zugehörige Wirtschaftshof wieder errichtet worden, da urkundlich weiterhin ein Buchwald (Heinrich) als dort wohnhaft erwähnt wird, der zudem auch als „van Snykrode“ benannt wird. Später dürfte der Besitzer in der Familie derer von Buchwald gewechselt haben.
- 1408 wurde einige hundert Meter entfernt der Gronenberger Hof von Ludeke von Buchwald errichtet – die Burg dürfte in dieser Zeit zugunsten dieses Hofes aufgegeben worden sein. Im selben Jahr wurde sie an das Heilig-Geist-Hospital in Lübeck verkauft, wechselte später den Besitzer und ging 1434 erneut an das Heilig-Geist-Hospital, wo sie (bzw. das Gelände) bis 1803 (Neuordnung der Gebietsverhältnisse durch den Reichsdeputationshauptschluss) verblieb.

## Sonstiges
Der Name der Burg Snykrode/Snikrode gibt aufgrund der Namensähnlichkeit zu dem Begriff „Snekke“ für ein Langschiff (mit einer Spirale am Bugsteven) der Wikinger Anlass zu der Vermutung, dass sich dort ein Siedlungsplatz von Wikingern befand, was in der sonst von Wenden besiedelten Gegend bemerkenswert wäre.